# Ałan Dudajew
Ałan Iljicz Dudajew (ros. Алан Ильич Дудаев; ur. 18 maja 1981) – rosyjski zapaśnik startujący w stylu wolnym. Mistrz świata w 2005. Wicemistrz Europy w 2004. Złoty medalista igrzysk wojskowych w 2007 i wojskowych mistrzostw świata w 2006. Pierwszy w drużynie w Pucharze Świata w 2008 roku.
Mistrz Rosji w 2005, drugi w 2008 i trzeci w 2004 i 2007 roku.